# Der rote Pony und andere Erzählungen
Der rote Pony und andere Erzählungen ist eine Kurzgeschichtensammlung des US-amerikanischen Literaturnobelpreisträgers John Steinbeck. Im Original heißt das Werk The Long Valley und erschien 1938. Ins Deutsche wurde es von Rudolf Frank übertragen. Die darin enthaltene längste und titelgebende Geschichte Der rote Pony (The Red Pony) wurde in den USA schon 1933 veröffentlicht.
Handlungsort der Erzählungen ist Steinbecks Heimat, die ländlichen Gegenden im Westen der USA. Mit klarer Sprache formuliert er die Freuden, aber auch Sorgen ihrer Bewohner. Es ist keines von Steinbecks fröhlicheren Werken, aber durchaus fesselnd erzählt.
Die Titelgeschichte, die auf einer Farm im Salinas Valley spielt, ist in vier Abschnitte unterteilt, die alle selbstständige Kurzgeschichten mit eigenen Handlungen sind. Im ersten Teil (Das Geschenk) bekommt der Junge Jody ein Pony geschenkt. Als sich das Tier schwer erkältet, setzt Farmgehilfe Billy Buck alles daran, dass es wieder gesundet. Die großen Berge, der zweite Abschnitt, handelt von einem alten Paisano, der sterbend die Heimat sucht. Im dritten Teil, Das Versprechen, bekommt Jody erneut ein Pferd geschenkt, das allerdings noch im Mutterleib ist. Im vierten und letzten Abschnitt, Der Anführer, kommt Jodys Großvater auf die Farm und muss erkennen, dass die heutige Generation keine Einheit mehr bilden kann. Das rote Pferd wurde 1949 unter Regie von Lewis Milestone verfilmt (deutscher Titel: Gabilan, mein bester Freund), wofür Steinbeck auch das Drehbuch verfasste.

## Die Geschichten
- Frühmahl
- Überfall
- Flucht
- Lynchgesichter
- Der Mörder
- Die zweite Stimme
- Der Panzer
- Die Schlange
- Chrysanthemen
- Eine weiße Wachtel
- Der rote Pony (1 Das Geschenk; 2 Die großen Berge; 3 Das Versprechen; 4 Der Anführer)